# Czilino
Czilino (ros. Чилино) – wieś (sieło) w Rosji, w obwodzie tomskim, w rejonie kożewnikowskim. W 2010 liczyła 782 mieszkańców.